# Catch Me If You Can (2002)
Catch Me If You Can is een Amerikaanse film uit 2002 van Steven Spielberg. De film is gebaseerd op een waargebeurd verhaal, geschreven door Jeff Nathanson naar het autobiografische boek Makkelijk Geld van Frank Abagnale jr.
Zowel de muziek geschreven door John Williams als acteur Christopher Walken werden voor Catch Me If You Can genomineerd voor een Academy Award. Tien filmprijzen werden de film daadwerkelijk toegekend, waaronder een BAFTA Award en een Screen Actors Guild Award (beide voor Walken).
Samen met de films Artificial Intelligence: A.I. en Minority Report vormt deze film de "Running man"-trilogie van Spielberg. In elk van deze films is iemand op de vlucht.

## Verhaal
Het verhaal begint in de jaren 50 en 60. Wanneer de ouders van Frank Abagnale Jr. gaan scheiden, besluit hij de wereld in te trekken. Hij doet net alsof hij een co-piloot is zodat hij makkelijker vervalste cheques kan verzilveren bij banken en hotels. Ook kan hij gratis reizen met het vliegtuig. Als de politie hem op het spoor is naar aanleiding van die gratis vluchten, verlegt hij zijn terrein. Hij doet zich voor als dokter met een vals diploma en zonder medische kennis wordt hij hoofd van een afdeling. In dat ziekenhuis komt hij een meisje tegen op wie hij verliefd wordt. Omdat haar vader advocaat is, besluit hij ook advocaat te worden. Wanneer hij met haar wil trouwen, komt de FBI het verlovingsfeest binnenvallen. Abagnale ontsnapt en zegt tegen zijn verloofde dat zij hem moet opwachten op het vliegveld. Daar ziet hij dat zijn verloofde de FBI heeft gewaarschuwd.
Abagnale gaat er weer vandoor als co-piloot richting Frankrijk naar het geboortedorp van zijn moeder. Hier gaat hij verder met het verzilveren van valse cheques. De FBI vindt Abagnale in 1969. Hij wordt gestraft met 12 jaar gevangenisstraf. In totaal had hij in zijn leven 2,5 miljoen dollar aan valse cheques uitgeschreven.
Gedurende zijn periode in de cel werd hem af en toe raad gevraagd met betrekking tot vervalste cheques. Na een tijd in de gevangenis te hebben gezeten, wordt hij na een voorstel van Carl Hanratty, de FBI-agent die hem al jaren achterna zat, aangenomen als specialist in fraudezaken bij de FBI.

## Spelers
- Leonardo DiCaprio - Frank Abagnale Jr.
- Tom Hanks - Carl Hanratty
- Christopher Walken - Frank Abagnale, Sr.
- Martin Sheen - Roger Strong
- Nathalie Baye - Paula Abagnale
- Elizabeth Banks - Lucy
- James Brolin - Jack Barnes
- Amy Adams - Brenda Strong
- Jennifer Garner - Cheryl Ann
- Nancy Lenehan - Carol Strong
- Ellen Pompeo - Marci

## Trivia
- Frank W. Abagnale zelf is ook een keer te zien als een politieagent in de film, als cameo.